# Repty Stare (gmina)

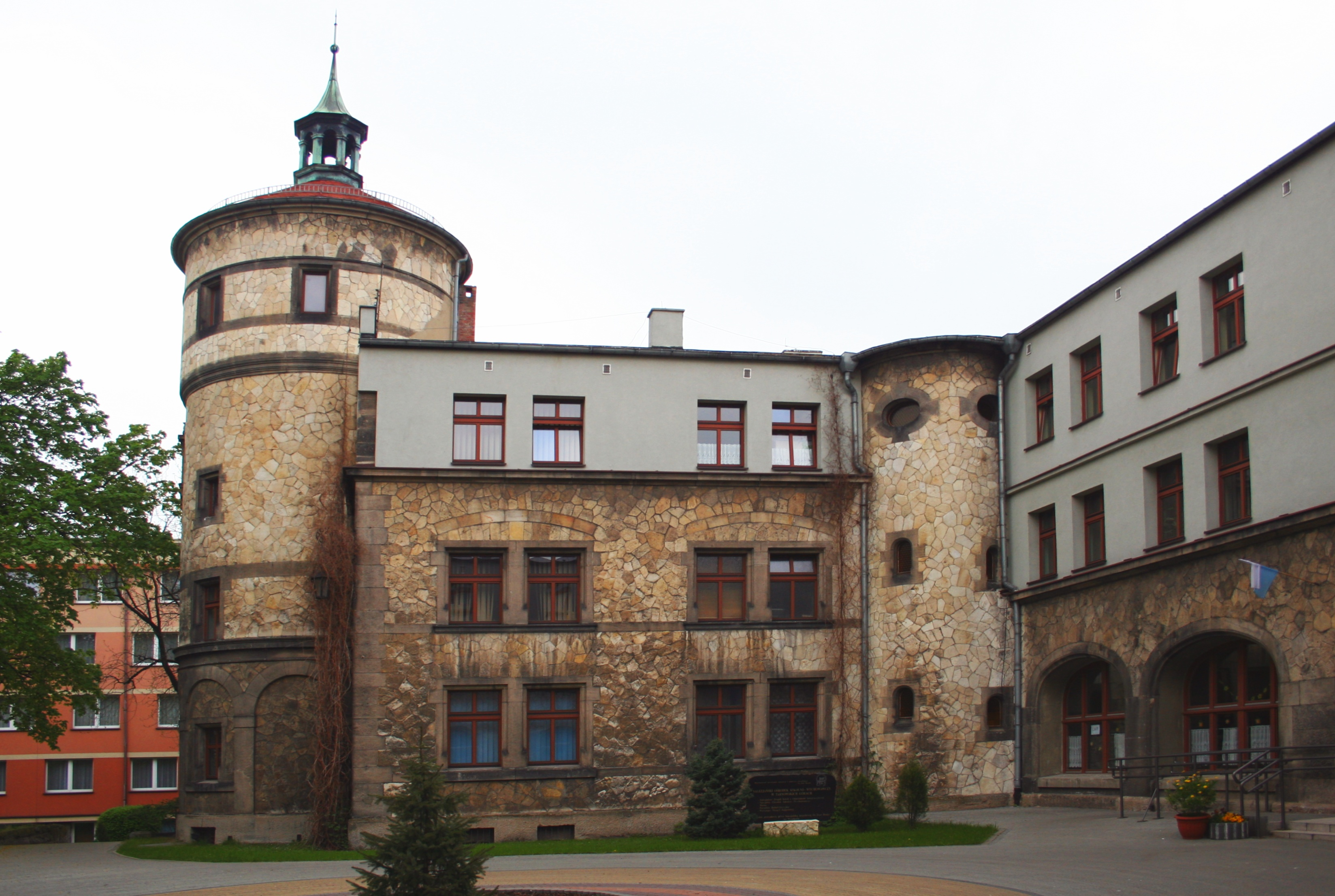
Salezjański Ośrodek Szkolno-Wychowawczy w Reptach

Repty Stare – dawna gmina wiejska istniejąca w latach 1945–1954 w woj. śląskim, katowickim i stalinogrodzkim (dzisiejsze woj. śląskie). Siedzibą władz gminy były Repty Stare (obecnie część dzielnicy Tarnowskich Gór o nazwie Repty Śląskie).
Gmina zbiorowa Repty Stare powstała w grudniu 1945 w powiecie tarnogórskim w woj. śląskim (śląsko-dąbrowskim). Według stanu z 1 stycznia 1946 gmina składała się z 3 gromad: Repty Stare, Repty Nowe i Tarnowice Stare. 6 lipca 1950 zmieniono nazwę woj. śląskiego na katowickie, a 9 marca 1953 kolejno na stalinogrodzkie.
Według stanu z 1 lipca 1952 gmina składała się z 2 gromad: Repty Nowe i Repty Stare. Gmina została zniesiona 29 września 1954 wraz z reformą wprowadzającą gromady w miejsce gmin.
Jednostki nie przywrócono 1 stycznia 1973 wraz z kolejną reformą reaktywującą gminy.